# Kemal Karahodžić
Kemal Karahodžić (en serbe : Кемал Карахоџић), né le 26 juillet 1989, à Bačka Topola, en Serbie, est un joueur serbe naturalisé hongrois de basket-ball. Il évolue au poste de pivot. 